# First Lady und First Gentleman von Malawi
First Lady von Malawi (Chichewa Madona oyamba), beziehungsweise Gentleman of Malawi (Chichewa Njonda zaku Malawi) ist der offizielle Titel der Gattin/des Gatten des/der Präsidenten/Präsidentin von Malawi. Der Titel wurde 1964 eingeführt. Amtierende First Lady ist Monica Chakwera seit Juni 2020.
Cecilia Kadzamira galt als „official hostess“ von 1964 bis 1994, da der damalige Präsident Kamuzu Banda unverheiratet war. Der erste First Gentleman des Landes war der Richter Richard Banda, der ab April 2012 diese Funktion innehatte.

## First Ladies und Gentlemen
| Name                      | Porträt | Amtsantritt   | Amtszeitende                     | Präsident          | Anmerkungen |
| ------------------------- | ------- | ------------- | -------------------------------- | ------------------ | --- |
| Cecilia Kadzamira         |         | 6. Juli 1964  | 24. Mai 1994                     | Kamuzu Banda       | Cecilia Kadzamira, war nicht verheiratet: Official Hostess of Malawi. |
| Annie Chidzira Muluzi     |         | 24. Mai 1994  | 1999 (Geschieden 1999)           | Bakili Muluzi      | Annie Chidzira Muluzi war die erste Frau von Bakili Muluzi. Sie war First Lady von 1994 bis 1999, bis zur Scheidung. Ihre Rolle übernahm die vormalige Zweitfrau Patricia Shanil Muluzi. |
| Patricia Shanil Muluzi    |         | 1999          | 24. Mai 2004                     | Bakili Muluzi      | Patricia Shanil Muluzi war die Zweitfrau von Bakili Muluzi. Sie waren seit 1987 verheiratet. In einer öffentlichen Nikkha-Zeremonie 1999, kurz nach Muluzis Scheidung von Annie Chidzira Muluzi, erneuerten sie ihre Ehe. Und sie wurde die offizielle First Lady. Sie starb bei dem Flugunglück 2024 zusammen mit Vizepräsident Saulos Chilima. |
| Ethel Mutharika           |         | 24. Mai 2004  | 28. Mai 2007 (Im Amt verstorben) | Bingu wa Mutharika | Mutharika starb in Lilongwe am 28. Ma 2007. |
| Position vacant           |         | 28. Mai 2007  | 1. Mai 2010                      | Bingu wa Mutharika | Präsident Bingu Mutharika blieb nach dem Tod seiner Frau Ethel Mutharika zunächst unverheiratet. |
| Callista Mutharika        |         | 1. Mai 2010   | 5. April 2012                    | Bingu wa Mutharika | Callista Mutharika heiratete Bingu Mutharika am 1. Mai 2010. |
| Richard Banda             |         | 7. April 2012 | 31. Mayi 2014                    | Joyce Banda        | Banda, ehemals Chief Justice of Malawi (1992–2002), war der erste First Gentleman in Malawis Geschichte. |
| Position technisch vacant |         | 31. Mai 2014  | 21. Juni 2014                    | Peter Mutharika    | Gertrude Maseko und Präsident Bingu Mutharika heirateten erst am 21. Juni 2014, mehrere Wochen nach dessen Amtsantritt. |
| Gertrude Maseko           |         | 21. Juni 2014 | 28. Juni 2020                    | Peter Mutharika    | Gertrude Maseko war zuvor Mitglied der National Assembly (2009–2014). Sie heiratete Peter Mutharika am 21. Juni 2014. |
| Monica Chakwera           |         | 28. Juni 2020 |                                  | Lazarus Chakwera   | |